# Eria laniceps
Eria laniceps är en orkidéart som beskrevs av Heinrich Gustav Reichenbach. Eria laniceps ingår i släktet Eria och familjen orkidéer. Inga underarter finns listade i Catalogue of Life.

## Bildgalleri

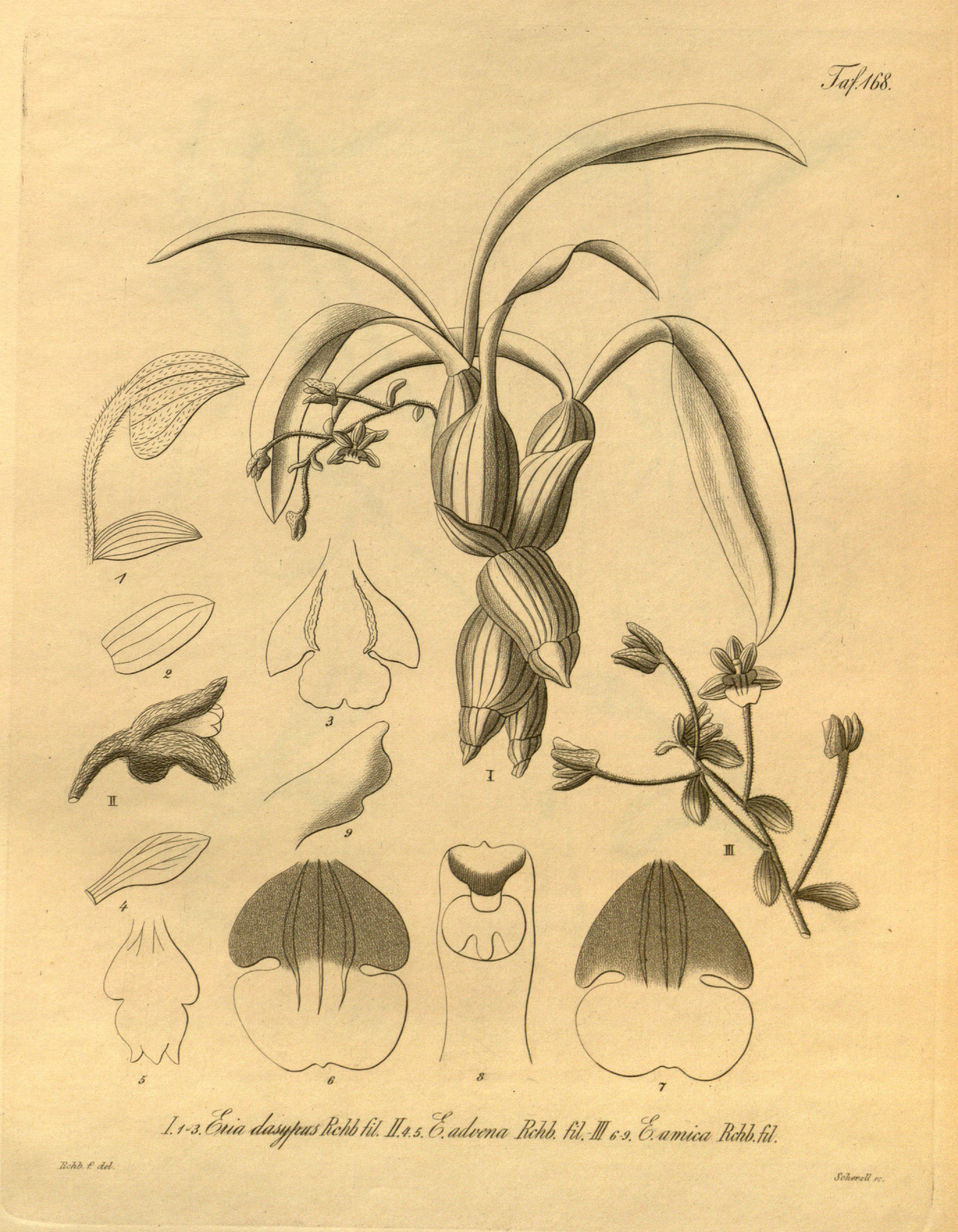